# Јануш Олејничак
Јануш Олејничак (пољски: Janusz Olejniczak; 2. октобар 1952 – 20. октобар 2024) био је пољски пијаниста класичне музике, академски професор и глумац. Остао је упамћен по међународној каријери као пијаниста, посебно са клавирском музиком Шопена коју је свирао на модерним и старим инструментима. Глумио је композитора у филму Плава Нота (La Note bleue) из 1991. године и свирао је клавирску музику у филму Пијаниста из 2002. године, појављујући се и као дублер.

## Живот и каријера
Рођен је у Вроцлаву 2. октобра 1952. године. Почео је да свира клавир са шест година. Породица се преселила у Варшаву где је похађао часове клавира код Луизе Валевске; обучавали су га Ришард Бакст и Збигњев Джевјецки од 1967. до 1969. године.  Године 1970, освојио је шесто место на VIII Међународном Шопеновом такмичењу пијаниста у Варшави, а две године касније освојио је четврто место на такмичењу пијаниста Алфредо Касела у Напуљу.  Студирао је у Паризу код Константина Шмаелинга и Витолда Малкужинског од 1971. до 1973. године. Вратио се у Пољску где је студирао на Вишој државној музичкој школи у Варшави код Барбаре Хесе-Буковске. Постдипломске студије је похађао у периоду од 1977. до 1978. године код Виктора Мержанова у Варшави и код Паула Бадура-Шкоде у Есену. 
Олејничак је био члан камерног оркестра, а његов репертоар је обухватао композиције Бетовена, Шумана, Шуберта, Шопена, Равела и Прокофјева. Свирао је и савремену музику, као што су дела Војћеха Килара.  Био је солиста на светској премијери дела „Валс Бостон“ за клавир и оркестар Гије Канчелија 1979. године.  Олејничак је свирао Шопенову музику и на инструментима из његовог доба и на модерним клавирима, у јукстапозицији. Наступао је и снимао на историјским инструментима заједно са Оркестром осамнаестог века којим је дириговао Франс Бриген. 
Предавао је четири године на Музичкој академији у Кракову,    држао је часове у Пољској, Канади, Сједињеним Државама и Јапану. Био је члан жирија на међународним пијанистичким такмичењима,   укључујући и Шопеново такмичење. 
Олејничак је често снимао за радио и телевизију, као и на компакт дисковима за различите издавачке куће. Снимао је композиције Рамоа, Моцарта, Листа, Шуберта, Прокофјева, а посебно Шопена, укључујући његове Концерте за клавир, Фантазију на пољске мелодије, Клавирску сонату у бе-молу, Рондо у ес-дуру и клавирску соло музику. Рецензент из Грамофона је приметио да је свирао 57 мазурки на клавиру Ерард из 1849. године са „деликатном разноликошћу боја и нијанси“, са рубатом који никада није угрозио ритам плеса.
Снимио је Киларов клавирски концерт и Концерт за клавир Хенрика Горецког, као и музику за виолину и клавир са Кајом Данчовском и Шопенове Пољске песме са Стефанијом Точиском.  Његови снимци су му донели седам Фридерика, а снимци Шопенових клавирских концерата са Симфонијом Варшава под диригентском палицом Гжегожа Новака проглашени су албумом године од стране часописа Studio 1995. године.

### Глумачка каријера
Осим филма Плава нота, свирао је клавирску музику у филму Пијаниста(режисер је Роман Полански), а појавио се и као помоћни дублер Адријену Бродију, који глуми пијанисту Владислава Шпилмана.  

### Лични живот
Преминуо је од срчаног удара 20. октобра 2024. године, у 72. години живота.

## Награде
Олејничак је 2000. године одликован Официрским крстом Реда Полоније Реституте, годишњом наградом Министарства културе у области музике 2003. године, медаљом Глорија Артис за заслуге у култури 2005. године, и Почасним бисером пољске економије у области културе 2010. године.